# Persone di nome Francesco/Cardinali
| Questa pagina contiene informazioni ricavate automaticamente dalle voci biografiche con l'ausilio del template Bio e di un bot. L'aggiornamento è periodico e automatico e ricostruisce completamente la pagina. Se manca una persona in questa lista, sei pregato di non aggiungerla, ma accertati piuttosto che la sua voce biografica contenga il template Bio e che i dati anagrafici siano correttamente compilati. Se il template Bio manca, inseriscilo tu stesso o, in alternativa, metti l'avviso {{tmp\|Bio}} che ne segnala la mancanza. Se i dati riportati sono sbagliati, correggi direttamente la voce biografica; le modifiche saranno visibili in questa lista entro pochi giorni. Per chiarimenti vedi il progetto antroponimi. La lista contiene solo le 103 persone che sono citate nell'enciclopedia e per le quali è stato implementato correttamente il template Bio. Pagina aggiornata al 6 giu 2025. |

Questa è una lista di persone presenti nell'enciclopedia che hanno il nome Francesco e sono cardinali.

## A(9)
- Francesco Acquaviva d'Aragona, cardinale e arcivescovo cattolico italiano (Napoli, n. 1665 - Roma, † 1725)
- Francesco Adriano Ceva, cardinale italiano (Mondovì, n. 1580 - Roma, † 1655)
- Francesco Albizzi, cardinale italiano (Cesena, n. 1593 - Roma, † 1684)
- Francesco Alciati, cardinale, vescovo cattolico e giurista italiano (Milano, n. 1522 - Roma, † 1580)
- Francesco Alidosi, cardinale e condottiero italiano (Castel del Rio, n. 1455 - Ravenna, † 1511)
- Francesco Saverio Apuzzo, cardinale e arcivescovo cattolico italiano (Napoli, n. 1807 - Capua, † 1880)
- Francesco Argentino, cardinale e vescovo cattolico italiano (Venezia - Roma, † 1511)
- Francesco Armellini Pantalassi de' Medici, cardinale italiano (Fossato di Vico, n. 1469 - Roma, † 1528)
- Francesco Atti, cardinale e arcivescovo cattolico italiano (Todi - Pont-de-Sorgues, † 1361)

## B(12)
- Francesco Maria Banditi, cardinale e arcivescovo cattolico italiano (Rimini, n. 1706 - Benevento, † 1796)
- Francesco Barberini, cardinale e vescovo cattolico italiano (Roma, n. 1662 - Roma, † 1738)
- Francesco Barberini, cardinale italiano (Firenze, n. 1597 - Roma, † 1679)
- Francesco Battaglini, cardinale e arcivescovo cattolico italiano (Mirabello, n. 1823 - Bologna, † 1892)
- Francesco III Boncompagni, cardinale e arcivescovo cattolico italiano (Sora, n. 1592 - Napoli, † 1641)
- Francesco Scipione Maria Borghese, cardinale e arcivescovo cattolico italiano (Roma, n. 1697 - Roma, † 1759)
- Francesco Borgia, cardinale e arcivescovo cattolico spagnolo (Xàtiva - Reggio Emilia, † 1511)
- Francesco Borgongini Duca, cardinale e arcivescovo cattolico italiano (Roma, n. 1884 - Roma, † 1954)
- Francesco Maria Bourbon del Monte Santa Maria, cardinale, vescovo cattolico e diplomatico italiano (Venezia, n. 1549 - Roma, † 1626)
- Francesco Bracci, cardinale e arcivescovo cattolico italiano (Vignanello, n. 1879 - Roma, † 1967)
- Francesco Maria Brancaccio, cardinale e vescovo cattolico italiano (Canneto di Bari, n. 1592 - Roma, † 1675)
- Francesco Buonvisi, cardinale e arcivescovo cattolico italiano (Lucca, n. 1626 - Lucca, † 1700)

## C(21)
- Francesco Caetani, cardinale italiano (Anagni - Avignone, † 1317)
- Francesco Canali, cardinale e arcivescovo cattolico italiano (Perugia, n. 1764 - Roma, † 1835)
- Francesco Capaccini, cardinale italiano (Roma, n. 1784 - Roma, † 1845)
- Francesco Carafa della Spina di Traetto, cardinale e arcivescovo cattolico italiano (Napoli, n. 1722 - Roma, † 1818)
- Francesco Carbone, cardinale e vescovo cattolico italiano (Napoli - Roma, † 1405)
- Francesco Carpino, cardinale e arcivescovo cattolico italiano (Palazzolo Acreide, n. 1905 - Roma, † 1993)
- Francesco Carrara, cardinale italiano (Ghisalba, n. 1716 - Roma, † 1793)
- Francesco Maria Casini, cardinale italiano (Arezzo, n. 1648 - Roma, † 1719)
- Francesco di Paola Cassetta, cardinale italiano (Roma, n. 1841 - Roma, † 1919)
- Francesco Castagnola, cardinale italiano (Napoli - Genova, † 1385)
- Francesco Abbondio Castiglioni, cardinale e vescovo cattolico italiano (Milano, n. 1523 - Roma, † 1568)
- Francesco Cennini de' Salamandri, cardinale italiano (Sarteano, n. 1566 - Roma, † 1645)
- Francesco Cesarei Leoni, cardinale e vescovo cattolico italiano (Perugia, n. 1757 - Jesi, † 1830)
- Francesco Cherubini, cardinale e vescovo cattolico italiano (Montaldobbo, n. 1585 - Senigallia, † 1656)
- Francesco Coccopalmerio, cardinale e arcivescovo cattolico italiano (San Giuliano Milanese, n. 1938)
- Francesco Colasuonno, cardinale e arcivescovo cattolico italiano (Grumo Appula, n. 1925 - Grumo Appula, † 2003)
- Francesco Condulmer, cardinale italiano (Venezia - Roma, † 1453)
- Francesco Conti, cardinale e arcivescovo cattolico italiano (Roma - Roma, † 1521)
- Francesco Corner, cardinale e vescovo cattolico italiano (Venezia, n. 1478 - Viterbo, † 1543)
- Francesco Corner, cardinale e vescovo cattolico italiano (Venezia, n. 1547 - Roma, † 1598)
- Francesco Crasso, cardinale italiano (Milano, n. 1500 - Roma, † 1566)

## D(1)
- Francesco Salesio Della Volpe, cardinale italiano (Ravenna, n. 1844 - Roma, † 1916)

## E(1)
- Francesco d'Elci, cardinale italiano (Siena, n. 1707 - Roma, † 1787)

## F(3)
- Francesco Maria Farnese, cardinale italiano (Parma, n. 1619 - Parma, † 1647)
- Francesco Antonio Finy, cardinale e arcivescovo cattolico italiano (Minervino, n. 1669 - Napoli, † 1743)
- Francesco Fontana, cardinale italiano (Casalmaggiore, n. 1750 - Roma, † 1822)

## G(5)
- Francesco Gaude, cardinale italiano (Cambiano, n. 1809 - Roma, † 1860)
- Francesco del Giudice, cardinale italiano (Napoli, n. 1647 - Roma, † 1725)
- Francesco Gonzaga, cardinale e arcivescovo cattolico italiano (Palermo, n. 1538 - Roma, † 1566)
- Francesco Gonzaga, cardinale e vescovo cattolico italiano (Mantova, n. 1444 - Bologna, † 1483)
- Francesco Guidobono Cavalchini, cardinale italiano (Tortona, n. 1755 - Roma, † 1828)

## L(3)
- Francesco Landi, cardinale e arcivescovo cattolico italiano (Piacenza, n. 1682 - Roma, † 1757)
- Francesco Lando, cardinale e patriarca cattolico italiano (Venezia - Roma, † 1427)
- Francesco Maria Locatelli, cardinale e vescovo cattolico italiano (Cesena, n. 1727 - Spoleto, † 1811)

## M(15)
- Francesco Maria Machiavelli, cardinale e patriarca cattolico italiano (Firenze - Ferrara, † 1653)
- Francesco Maidalchini, cardinale italiano (Viterbo, n. 1631 - Nettuno, † 1700)
- Francesco Maria Mancini, cardinale italiano (Roma, n. 1606 - Marino, † 1672)
- Francesco Mantica, cardinale italiano (Roma, n. 1727 - Roma, † 1802)
- Francesco Mantica, cardinale e giurista italiano (Venzone, n. 1534 - Roma, † 1614)
- Francesco Marchetti Selvaggiani, cardinale e arcivescovo cattolico italiano (Roma, n. 1871 - Roma, † 1951)
- Francesco Marchisano, cardinale e arcivescovo cattolico italiano (Racconigi, n. 1929 - Roma, † 2014)
- Francesco Marmaggi, cardinale e arcivescovo cattolico italiano (Roma, n. 1870 - Roma, † 1949)
- Francesco Martelli, cardinale e patriarca cattolico italiano (Firenze, n. 1633 - Roma, † 1717)
- Francesco Saverio Massimo, cardinale italiano (Dresda, n. 1806 - Roma, † 1848)
- Francesco de' Medici di Ottajano, cardinale italiano (Napoli, n. 1808 - Roma, † 1857)
- Francesco Montenegro, cardinale e arcivescovo cattolico italiano (Messina, n. 1946)
- Francesco Monterisi, cardinale e arcivescovo cattolico italiano (Barletta, n. 1934)
- Francesco Morano, cardinale, arcivescovo cattolico e inventore italiano (Caivano, n. 1872 - Città del Vaticano, † 1968)
- Francesco Moricotti, cardinale e arcivescovo cattolico italiano (Vicopisano - Assisi, † 1394)

## N(2)
- Francesco Nerli il Vecchio, cardinale e arcivescovo cattolico italiano (Firenze, n. 1594 - Roma, † 1670)
- Francesco Nerli il Giovane, cardinale e arcivescovo cattolico italiano (Roma, n. 1636 - Roma, † 1708)

## O(1)
- Francesco Napoleone Orsini, cardinale italiano (Roma - † 1312)

## P(8)
- Francesco Maria Sforza Pallavicino, cardinale e storico italiano (Roma, n. 1607 - Roma, † 1667)
- Francesco Maria Pandolfi Alberici, cardinale italiano (Orvieto, n. 1764 - Roma, † 1835)
- Francesco Paolucci, cardinale italiano (Forlì, n. 1581 - Roma, † 1661)
- Francesco Pentini, cardinale italiano (Roma, n. 1797 - Roma, † 1869)
- Francesco Peretti di Montalto, cardinale e arcivescovo cattolico italiano (Roma, n. 1595 - Roma, † 1655)
- Francesco Maria Pignatelli, cardinale italiano (Rosarno, n. 1745 - Roma, † 1815)
- Francesco Pignatelli, cardinale e arcivescovo cattolico italiano (Senise, n. 1652 - Napoli, † 1734)
- Francesco Pisani, cardinale e vescovo cattolico italiano (Venezia, n. 1494 - Roma, † 1570)

## R(7)
- Francesco Ragonesi, cardinale e arcivescovo cattolico italiano (Bagnaia, n. 1850 - Poggio a Caiano, † 1931)
- Francesco Angelo Rapaccioli, cardinale e vescovo cattolico italiano (Roma, n. 1605 - Roma, † 1657)
- Francesco Renzio, cardinale italiano (Alife - Roma, † 1390)
- Francesco Ricci Paracciani, cardinale italiano (Roma, n. 1830 - Roma, † 1894)
- Francesco Ricci, cardinale italiano (Roma, n. 1679 - Roma, † 1755)
- Francesco Roberti, cardinale e arcivescovo cattolico italiano (Pergola, n. 1889 - Roma, † 1977)
- Francesco Ronci, cardinale italiano (Atri, n. 1223 - Sulmona, † 1294)

## S(8)
- Francesco Sacrati, cardinale e arcivescovo cattolico italiano (Ferrara, n. 1567 - Roma, † 1623)
- Francesco Satolli, cardinale italiano (Marsciano, n. 1839 - Roma, † 1910)
- Francesco Segna, cardinale italiano (Poggio Cinolfo, n. 1836 - Roma, † 1911)
- Francesco Serlupi Crescenzi, cardinale italiano (Roma, n. 1755 - Roma, † 1828)
- Francesco Serra-Cassano, cardinale, arcivescovo cattolico e diplomatico italiano (Napoli, n. 1783 - Capua, † 1850)
- Francesco Sfondrati, cardinale e arcivescovo cattolico italiano (Cremona, n. 1493 - Cremona, † 1550)
- Francesco Sforza, cardinale italiano (Parma, n. 1562 - Roma, † 1624)
- Francesco Soderini, cardinale e vescovo cattolico italiano (Firenze, n. 1453 - Roma, † 1524)

## T(3)
- Francesco Maria Tarugi, cardinale italiano (Montepulciano, n. 1525 - Roma, † 1608)
- Francesco Tebaldeschi, cardinale italiano (Roma - Roma, † 1378)
- Francesco Tiberi, cardinale e arcivescovo cattolico italiano (Contigliano, n. 1773 - Roma, † 1839)

## U(1)
- Francesco Uguccione, cardinale italiano (Urbino, n. 1327 - Firenze, † 1412)

## V(2)
- Francesco Vendramin, cardinale e patriarca cattolico italiano (Venezia, n. 1555 - Venezia, † 1619)
- Francesco di Paola Villadicani, cardinale e arcivescovo cattolico italiano (Messina, n. 1780 - Messina, † 1861)

## Z(1)
- Francesco Saverio de Zelada, cardinale e arcivescovo cattolico italiano (Roma, n. 1717 - Roma, † 1801)